# 도노시
도노시(일본어: 遠野市)는 일본 이와테현 내륙부에 있는 시이다.
야나기타 구니오의 도노모노가타리의 근원이 된 마을이고 갓파나 자시키와라시로 유명한 "도노 민화"로 알려져 있다.

## 역사
- 1889년 4월 1일 - 정촌제 시행으로 니시헤이군 도노정, 아오자사촌, 아야오리촌, 가미고촌, 쓰키모시촌, 쓰치부치촌, 오토모촌, 마쓰자키촌이 성립하였다.
- 1896년 3월 29일 - 니시헤이군과 미나미헤이군이 합병해 가미헤이군이 되었다.
- 1954년 12월 1일 - 도노정, 아오자사촌, 아야오리촌, 가미고촌, 쓰키모시촌, 쓰치부치촌, 오토모촌, 마쓰자키촌이 합병해 도노시가 되었다.
- 2005년 10월 1일 - 구 도노시와 가미헤이군 미야모리촌이 합병해 새로운 도노시가 되었다.

## 지리
기타카미 고지 중남부에 위치하기 때문에 사방이 산으로 둘러싸여 있다. 시가지 북쪽에 조켄지(常堅寺)가 있고 가까운 곳에 갓파 전설로 유명한 갓파 연못(カッパ淵)이 있다. 태평양측 기후이며 분지에 위치하기 때문에 겨울에 방사 냉각이 일어나기 쉽고 -20℃ 가까이 내려가기도 하지만 강설량은 적다.

## 교통

### 철도
- 동일본 여객철도 가마이시선

### 도로
- 도호쿠 자동차도
- 국도 107호선
- 국도 283호선
- 국도 340호선(일본어판)
- 국도 396호선

## 인구
| 연도 | 인구   | ±%     |
| ---- | ------ | ------ |
| 1920 | 31,621 | —      |
| 1930 | 34,169 | +8.1%  |
| 1940 | 35,517 | +3.9%  |
| 1950 | 45,068 | +26.9% |
| 1960 | 46,281 | +2.7%  |
| 1970 | 40,768 | −11.9% |
| 1980 | 37,382 | −8.3%  |
| 1990 | 34,926 | −6.6%  |
| 2000 | 33,108 | −5.2%  |
| 2010 | 29,338 | −11.4% |
| 2020 | 25,366 | −13.5% |

|                                            | |
| 도노시의 전국의 연령별 인구 분포（2005년） | 도노시의 연령·남녀별 인구 분포（2005년）                                                                                  |
| ■자주색 ― 도노시 ■녹색 ― 일본전국          | ■파랑색 ― 남자 ■빨간색 ― 여자                                                                                             |
| · 도노시（에 해당되는 지역）의 인구추이    | |
| 일본 총무성 통계국 국세조사 결과           | |
|                                            | 이 그래프는 더 이상 지원되지 않는 레거시 그래프 확장 기능을 사용하고 있습니다. 새로운 차트 확장 기능으로 변환해야 합니다. |

## 기후
| Tōno의 기후                       | Tōno의 기후 | Tōno의 기후 | Tōno의 기후 | Tōno의 기후 | Tōno의 기후 | Tōno의 기후  | Tōno의 기후  | Tōno의 기후  | Tōno의 기후  | Tōno의 기후 | Tōno의 기후 | Tōno의 기후 | Tōno의 기후     |
| 월                                | 1월         | 2월         | 3월         | 4월         | 5월         | 6월          | 7월          | 8월          | 9월          | 10월        | 11월        | 12월        | 연간            |
| --------------------------------- | ----------- | ----------- | ----------- | ----------- | ----------- | ------------ | ------------ | ------------ | ------------ | ----------- | ----------- | ----------- | --------------- |
| 일평균 최고 기온 °C (°F)          | 1.5 (34.7)  | 2.4 (36.3)  | 6.6 (43.9)  | 14.1 (57.4) | 19.7 (67.5) | 23.3 (73.9)  | 26.4 (79.5)  | 28.2 (82.8)  | 23.4 (74.1)  | 17.5 (63.5) | 10.8 (51.4) | 4.6 (40.3)  | 14.9 (58.8)     |
| 일평균 최저 기온 °C (°F)          | −7.3 (18.9) | −7.0 (19.4) | −3.5 (25.7) | 1.7 (35.1)  | 7.2 (45.0)  | 12.9 (55.2)  | 17.3 (63.1)  | 18.6 (65.5)  | 13.8 (56.8)  | 6.3 (43.3)  | 0.4 (32.7)  | −3.6 (25.5) | 4.7 (40.5)      |
| 평균 강수량 mm (인치)             | 46.8 (1.84) | 36.8 (1.45) | 72.1 (2.84) | 90.7 (3.57) | 97.4 (3.83) | 116.5 (4.59) | 155.5 (6.12) | 175.7 (6.92) | 148.5 (5.85) | 97.9 (3.85) | 79.1 (3.11) | 55.3 (2.18) | 1,172.3 (46.15) |
| 평균 강설량 cm (인치)             | 105 (41)    | 84 (33)     | 44 (17)     | 2 (0.8)     | 0 (0)       | 0 (0)        | 0 (0)        | 0 (0)        | 0 (0)        | 0 (0)       | 5 (2.0)     | 55 (22)     | 295 (115.8)     |
| 평균 월간 일조시간                | 94.8        | 108.6       | 134.6       | 164.5       | 172.5       | 142.0        | 129.3        | 140.2        | 108.4        | 124.5       | 107.8       | 88.5        | 1,515.7         |
| 출처: Japan Meteorological Agency |             |             |             |             |             |              |              |              |              |             |             |             |                 |

## 자매 도시
- 일본 도쿄도 무사시노시
- 일본 도쿄도 미타카시
- 일본 구마모토현 기쿠치시
- 일본 아이치현 오부시
- 이탈리아 캄파니아주 살레르노